# ブリジトカ・モルナル
ブリジトカ・モルナル（セルビア語: Брижитка Молнар、1985年7月28日 - ）は、セルビアの元女子バレーボール選手。元セルビア代表。

## 来歴
ヴォイヴォディナ自治州の トラク（ジティシュテ）（当時はユーゴスラビア社会主義連邦共和国）出身。2005年にセルビア・モンテネグロ代表に初選出され、欧州選手権に出場。2006年には世界選手権で銅メダルを獲得。2007年のワールドカップからレギュラーに定着し、翌2008年に北京オリンピック出場。
2006-2007シーズンのルーマニアリーグ、2009-2010シーズンのギリシャリーグでMVPを受賞。2010年の世界選手権に出場した。2011年のワールドグランプリ2011で初出場ながら銅メダルを獲得、同年9月のヨーロッパ選手権で初優勝に大きく貢献した。
2011-2012シーズンはVプレミアリーグのNECレッドロケッツでプレーした。2012-13シーズンはトルコリーグガラタサライへ移籍し、ヨーロッパチャンピオンズリーグに出場した。
身長は182cmとセルビアのメンバーの中では低い方だが、スピードと安定した守備力を見せる。スパイク時の最高到達点も308cmと非常に高い。

## 球歴
- オリンピック - 2008年（5位）
- 世界選手権 - 2006年（銅メダル）、2010年（8位）
- ワールドカップ - 2007年（5位）、2011年（7位）
- 欧州選手権 - 2007年（準優勝）、2009年（7位）、2011年（優勝）

## 受賞歴
- 2006-07年 ルーマニアリーグ MVP
- 2009-10年 ギリシャリーグ MVP

## 所属クラブ
- OK クレク（2000-2006年）
- SCU メタル・ガラツィ （2006-2009年）
- パナシナイコス（2009-2011年）
- NECレッドロケッツ （2011-2012年）
- ガラタサライ （2012-2013年）
- アトム・トレフル・ソポト（2013-2014年）
- 天津（2014-2015年）
- パナシナイコス（2015-2016年）